# فالديماراس بوروفسكيس
فالديماراس بوروفسكيس (2 مايو 1984 بفيلنيوس في ليتوانيا - ) هو لاعب كرة قدم ليتواني في مركز الدفاع. شارك مع منتخب ليتوانيا لكرة القدم. أما مع النوادي، فقد لعب مع نادي بيروي ستارا زاغورا ونادي داوغافا ونادي سودوفا ماريامبوله ونادي جونافا وFC Daugava Riga ‏ وFC Šiauliai ‏ وFK Geležinis Vilkas ‏ وFK Vėtra ‏.

## روابط خارجية
- فالديماراس بوروفسكيس على موقع الاتحاد الأوربي (الإنجليزية)
- فالديماراس بوروفسكيس على موقع قاعدة بيانات كرة القدم.إي يو (الإنجليزية)
- فالديماراس بوروفسكيس على موقع ناشيونال فوتبول تيمز (الإنجليزية)
- فالديماراس بوروفسكيس على موقع Soccerway.com (الإنجليزية)
- فالديماراس بوروفسكيس على موقع عالم كرة القدم.نت (الإنجليزية)